# Lymantria akemii
Lymantria akemii är en fjärilsart som beskrevs av Alexander Schintlmeister. Lymantria akemii ingår i släktet Lymantria och familjen tofsspinnare. Inga underarter finns listade i Catalogue of Life.